# Personaggi di Final Fantasy IX
Questo è un elenco dei personaggi presenti nel videogioco Final Fantasy IX.

## Personaggi giocabili
Tutti gli otto personaggi principali possiedono un'arma segreta chiamata Trance, uno stadio che un personaggio raggiunge dopo avere subito una quantità di colpi. Consiste in una trasformazione che li rende molto potenti. Sotto Trance si aggiungono nuove abilità che hanno effetti devastanti.

### Gidan Tribal
Gidan Tribal (ジタン・トライバル?, Jitan Toraibaru, nella versione in inglese Zidane Tribal) è un membro dei Tantarus, un gruppo di briganti, e, per quanto se ne sa, ha 16 anni. È un ladro scaltro nonostante abbia solamente 16 anni, allenato dal capo della banda dei Tantarus, Kalò, che per Gidan è una sorta di padre visto che è sempre stato da solo e nel complesso la banda è la sua famiglia adottiva. Inizialmente la loro missione sarà quella di andare nel Regno di Alexandria per rapire la principessa più bella che Alexandria abbia mai avuto, ovvero Garnet Til Alexandros XVII. Tutto questo durante il festeggiamento del 16º compleanno di Garnet, dove alcuni componenti della banda recitano la commedia teatrale "Sarò il tuo passerotto". Il piano fallisce quando la stessa principessa gli rivela che vuole essere rapita. Diventa così la sua guardia del corpo. Gidan sarà molto cambiato dalla presenza di Garnet, la quale gli farà conoscere i veri significati della vita, l'amore e l'amicizia, e cercherà in ogni modo di proteggerla dai diabolici piani di Brahne e Kuja anche rischiando la sua stessa vita. Il suo passato è oscuro e il mistero che lo circonda è accentuato dalla strana coda che possiede. Con il proseguire della storia si scopre qualcosa in più sulla vita di Gidan. Si viene a sapere che la sua nascita doveva portare la fine della tanto odiata Gaya da Garland, visto che Gidan non è nient'altro che il Dio della Morte, successore di Kuja e predecessore di Mikoto, un jenoma come loro due.

Gidan Tribal

Gidan nella storia sarà un personaggio molto importante che riuscirà a far sentire bene tutti gli altri in qualsiasi momento, soprattutto Garnet. Inoltre riuscirà a far capire la vera importanza della vita anche ad un altro membro del party, Amarant. Tutti i personaggi hanno vari segreti che si scoprono man mano che si gioca ed altri che non sapranno nemmeno loro fino a ricordarselo o fino a che non lo vedranno con i propri occhi.
Gidan per il combattimento è essenziale vista la sua forza fisica e i suoi innumerevoli attacchi usabili con il consumo degli MP. Quando va nello stadio chiamato Trance si può dire che è uno dei più forti, se non il più forte, con l'uso di attacchi speciali potentissimi. Essendo un ladro, può rubare oggetti ai nemici.
È doppiato da Romi Park in giapponese e da Bryce Papenbrook in inglese.

### Vivi Orunitia
Vivi Orunitia (ビビ・オルニティア?, Bibi Orunitia, nella versione in inglese Vivi Ornitier) è un piccolo maghetto esperto nell'uso della magia nera, nato nel luglio 1799. Del suo volto si vedono soltanto gli occhi gialli, mentre, per quanto riguarda il carattere, si nota fin dall'inizio l'insicurezza che traspare anche dal parlare balbettando.
Il giocatore inizia l'avventura proprio controllando Vivi appena giunto ad Alexandria e grazie al bizzarro incontro con Puck si aggiungerà fin dall'inizio al resto della squadra insieme a Steiner.
Dall'oscuro passato, solo a gioco inoltrato la storia di Vivi e la sua vera natura saranno comprensibili; si scoprirà, infatti, solo più avanti che egli è stato "fabbricato" come prototipo di arma vivente e che, caduto dalla Cargoship che lo stava trasportando, sia stato adottato dal Maestro Quan, un membro della tribù dei Qu, che lui chiama "nonnino". Vivi passò sei mesi con il suo nonno adottivo, che gli insegnò molte cose sul mondo, sviluppando la sua curiosità. Alla morte di Quan all'inizio di gennaio del 1800, Vivi partì la settimana dopo per Toleno, e un'altra settimana dopo, al compleanno della principessa Garnet, cercò di guardare un'opera teatrale tipica dell'evento, ritrovandosi coinvolto negli eventi successivi.
Scoperti altri maghi come lui riuscirà, infine, a trovare un suo posto nel mondo al villaggio dei maghi neri, dove scopre che i maghi neri durano solo un anno e poi si disattivano, morendo. Alla fine del gioco assumerà la funzione di narratore, sottintendendo che la sua ora sia arrivata. Curiosamente, nel finale compaiono sette nuovi maghi neri identici a Vivi, che si proclamano suoi "figli". È legato da un rapporto particolare con Adalberto Steiner, il quale riesce a usare la magia nera grazie appunto a Vivi, che ne trasmette gli effetti alla sua spada.
Nei suoi panni sarà possibile partecipare al minigioco del salto della corda, ad Alexandria, grazie a cui si possono vincere alcune carte.
Può sembrare debole inizialmente per causa della sua scarsa forza fisica, ma si rivela poi devastante grazie alla magia nera che maneggia egregiamente.
I suoi comandi di attacco, oltre al normale attacco fisico, sono il comando MnNera, che gli permette di usare diversi attacchi di magia nera, e l'abilità speciale Assimila, che gli permette di potenziare le magie nel turno seguente.
Grazie al raggiungimento dello status di Trance, non incrementa molto la sua potenza, ma ottiene l'abilità di scagliare due magie per turno.
Compare anche in Kingdom Hearts II come abitante di Crepuscopoli e membro della gang capeggiata da Seifer Almasy: nel gioco sarà possibile affrontarlo per due volte (nei panni di Roxas). 
Inoltre fa la sua apparizione, anche se come personaggio marginale, in Dissidia Final Fantasy.
In Kingdom Hearts II è doppiato da Ikue Ōtani in giapponese e da Melissa Disney in inglese.

### Garnet Til Alexandros XVII
Garnet Til Alexandros XVII (ガーネット・ティル・アレクサンドロス17世?, Gānetto Tiru Arekusandorosu Jūnanasei) è la principessa del Regno di Alexandria. Sotto shock per lo strano comportamento della madre Brahne, intenta ad attaccare tutti i regni vicini con terribili armi da guerra, Garnet decide di fuggire da lei, per poter raggiungere il Regno di Lindblum e chiedere aiuto al Granduca Cid, vecchio amico del defunto padre della principessa. Il giorno del suo sedicesimo compleanno, durante la fuga, incontrerà Gidan, intenzionato a sequestrarla proprio dietro richiesta di Cid (che promise al re di Alexandria di occuparsi della figlia in caso di problemi): così Garnet fugge dal castello con la compagnia di ladri, con l'occasione di poter visitare il mondo al di là delle oppressive mura del castello in cui viveva e rendendosi libera, finalmente, di vivere lontano dagli obblighi imposti. Nonostante i continui tentativi del suo fedele Steiner di riportarla al castello, lei riuscirà a continuare questo viaggio, nascondendosi dietro il nomignolo di Daga (ダガー?, Dagā, nella versione in inglese Dagger), nome preso da uno spadino usato da Gidan.
Fa spesso strani sogni. Nel corso dell'avventura Garnet scoprirà che non è figlia di Brahne, poiché, in realtà, è stata trovata da bambina ed adottata dalla regina per l'estrema somiglianza con la vera principessa, tragicamente scomparsa. La sua vera natura è quella di sciamana originaria di Madain Sari, civiltà in grado di invocare delle entità chiamate Spiriti Invocativi (Eidolon) ed in grado di usare magie bianche. L'intento di Brahne non era solo quello di sostituire la figlia mancata, ma di poter estrarre gli spiriti dell'invocazione dal corpo della bambina, cosa impossibile fino al raggiungimento dei sedici anni.
È una ragazza semplice, il cui sogno di una vita tranquilla sarà sempre in conflitto con la consapevolezza di avere un popolo che conta su di lei e che non può tradire. Il suo sorriso dunque nasconde in realtà una velata tristezza, dovuta alle responsabilità che la attendono, che vanno ben oltre a quelle che tutti pensano. Solo Gidan, con cui condivide un passato oscuro, riuscirà a darle il coraggio per affrontare le sfide che li attendono e le scoperte che un mondo sconfinato può darle.
Garnet può invocare sette Spiriti Invocativi, ognuno con un proprio attacco, qui indicato tra parentesi: Shiva (Diamanpolvere), Ifrit (Fiamme infernali), Lamù (Spirale di saette), Atomos (Gravitomassa 199), Leviathan (Ruggito oceanico), Odino (Zantetsuken), Bahamut (Megaflare), e Arka (Destino oscuro).

Può inoltre usare diverse magie bianche, poiché in battaglia assume il ruolo di una maga bianca.

### Adalberto Steiner
Adalberto Steiner (アデルバート・スタイナー?, Aderubāto Sutainā, nella versione in inglese Adelbert Steiner) è il Capitano dei Cavalieri della squadra Plutò alla corte di Alexandria. È un potente guerriero dotato di grande forza fisica, soprattutto quando è in Trance. Molto affezionato alla principessa Garnet Til Alexandros XVII, che giura di proteggere da ogni avversità, durante quasi tutta la storia cercherà in ogni modo di convincerla a tornare al castello, dalla quale era fuggita, unendosi di conseguenza al party per poter tenerla sempre d'occhio.
Uomo dal rigido codice d'onore, detesta il comportamento immaturo di Gidan, ed il fatto che lui abbia tentato di rapire la principessa. Nel corso dell'avventura, tuttavia, comprenderà i motivi per i quali Garnet è fuggita, e deciderà perciò di seguirla semplicemente per proteggerla e non più per riportarla ad Alexandria; si riappacificherà inoltre con Gidan e lo aiuterà a salvare il mondo dalla terribile minaccia che incombe su di esso.
Molto legato anche a Vivi Orunitia, cerca sempre di confortarlo dopo la triste scoperta del suo destino. Ha un rapporto molto particolare con la guerriera Beatrix: il conflitto apparente che esiste tra i loro obiettivi è infatti solo la crosta del legame che li unisce, che è in realtà è un misto di amore e rispetto, che si manifesta quando si trovano insieme sul campo di battaglia.
Ha diverse abilità che vengono usata in battaglia tramite il comando Gladius, consumando MP. Se Vivi e Steiner si trovano a combattere insieme Steiner potrà utilizzare il comando Magicum. Questa è una combinazione tra la magia di Vivi è la forza di Steiner: Vivi "incanta" con uno dei suoi incantesimi la lama di Steiner che si lancia all'attacco. I consumi di MP sono a carico di Steiner. Questo è l'unico modo di usare con profitto la magia più forte di Vivi, Apocalisse: se usata singolarmente, infatti, questa magia infligge danni anche al party, mentre usando il comando Magicum questo non avviene.
Steiner è l'unico personaggio che non possiede nessuna modifica dei comandi quando è in Trance. La Trance però è lo stesso molto utile perché fa aumentare la sua Forza in maniera esponenziale.

### Freija Crescent
Freija Crescent (フライヤ・クレセント?, Furaiya Kuresento, nella versione in inglese Freya Crescent) è una draghiera (ammazza-draghi) e trae le sue tecniche dalle lance e da alcuni smeraldi; sul corpo porta armature e barde leggere. È una vecchia conoscenza del protagonista Gidan: infatti entrambi si erano conosciuti all'osteria di Lindblum. Partecipano assieme ad una gara di caccia, dopo la quale Freija si unisce al gruppo. La sua arma è la lancia.
Freija ha ventun anni ed è una delle ultime superstiti draghiere provenienti da Burmesia: infatti una guerra da parte dell'impero di Alexandria logorò questa città fino alla morte o alla fuga dei suoi abitanti. In quell'avvenimento Freija credette anche di aver perso il suo amato, Sir Flatrey, mai ritornato dalla sua ultima missione; si unisce a Gidan sperando di ritrovarlo.
La ricerca dei "quattro Gioielli Ancestrali" porta il gruppo a Cleyra, città molto vicina a Burmesia. Questa città è protetta da una barriera mistica di sabbia che la preserva dagli attacchi. Durante una danza propiziatoria eseguita da draghieri (cui prende parte anche Freija), che doveva rinforzare la barriera, l'arpa che generava la barriera stessa si rompe e prontamente l'esercito di Alexandria scaglia il suo attacco sulla città priva di difese. Brahne evoca Odino con l'ausilio dei poteri dell'invocazione e dei gioielli ancestrali. Inoltre i Maghi Neri invadono la città. In questa occasione Flatrey dà manforte al gruppo sbarazzandolo di alcuni Maghi Neri. Freija è felice di aver ritrovato il suo amore, felicità che scompare appena si rese conto di essere stata dimenticata dalla persona che più amava; afferma quindi che essere dimenticati è peggio che morire. In quell'occasione reincontra anche il principe Puck, principe di Burmesia, creduto morto nell'incendio che distrusse la città (si scopre essere il topino che schiavizza Vivi all'inizio del gioco). Egli spiega a Freya, di avere incontrato Flatrey tempo addietro privo di coscienza in un campo di battaglia abbandonato. Dopo che si riprese dalle ferite, Puck scoprì che aveva perso la memoria e che a parte il nome non ricorda altro e che per tutto quel tempo Puck ha cercato di scoprire cosa gli fosse successo. Ciò non riesce comunque a consolare Freija, e da quel momento Freija assume un'aria molto più triste sapendo di aver perso definitivamente tutto, Flatrey e anche Cleyra. Decide di continuare la sua avventura per vendicarsi.
A Daguerreo rincontrerà una sacerdotessa, superstite durante un attacco da parte della Regina Brahne nel villaggio nascosto di Cleyra.
Ha l'abilità Salto, che le permette di saltare in alto al primo turno, diventando invulnerabile a qualsiasi attacco tranne magie o tecniche Tuono e Aria, e attaccare al secondo con una potenza superiore al normale. Può esse rafforzata equipaggiando Freija con l'abilità Supersalto. Può usare Salto in Trance: in questo caso Freija resterà in alto e colpirà il nemico fino a che la barra della Trance non sarà azzerata completamente, restando per tutto il lasso di tempo invulnerabile agli attacchi (magie) del nemico. Con il comando Dragon può invece usare tecniche di vario tipo che hanno a che fare con i draghi

### Quina Quen
Quina Quen (クイナ・クゥエン?, Kuina Kwen) è una creatura androgina (viene riferita come femmina in spagnolo, francese e italiano, maschio in tedesco) che appartiene alla tribù dei Qu, che vive nelle Paludi dei Qu e mangia rane. Si unisce al party per esplorare il mondo e farsi una cultura culinaria. Può usare la Magia Blu e ha come arma una forchetta. È possibile far unire al proprio party questo personaggio fin dal primo CD oppure entrerà automaticamente in squadra nella prima metà del secondo CD.
Fa la cuoca nel castello di Alexandria, è sempre affamata e nella versione in italiano parla con accento romanesco.
La Magia Blu, che questo personaggio padroneggia, si basa sull'assimilazione delle magie copiandole ai nemici dopo averli mangiati, usando su di essi il comando Divora quando i loro HP sono pari o inferiori al 25%. Questo valeva anche per altri personaggi di precedenti episodi, come Strago (Final Fantasy VI) e Quistis (Final Fantasy VIII). La Trance di questo personaggio (Limit Break) modifica il comando Divora in Cucina, che permette di "assimilare"  (cucinare) il nemico quando ha ancora il 50% di energia vitale; questo status spirituale aumenta anche leggermente il potere dell'arma (forchetta) per tutta la sua durata. Nelle meccaniche di battaglia è considerata come maschio: a differenza delle altre femmine, non può equipaggiare la baby doll e alcuni accessori femminili, l'abilità Gentleman di Gidan non avrà effetto su di lei e può subire gli effetti della Cuore Matto di una Lamia.
Con Quina si aprono le porte di un minigioco in cui, in ogni palude esistente nella mappa del mondo, si potrà intraprendere una vera e propria caccia alla rana. Per un elevato numero di rane catturate si ottiene un oggetto di altrettanto valore. Con questo minigioco si può anche incontrare uno dei boss segreti di questo gioco: l'insegnante di Quina, Quera, che, superate le 99 rane, sfiderà il giocatore in un combattimento la cui ricompensa sarà l'arma più potente per Quina, la Gnamforchetta.
Nel terzo o quarto disco è possibile assistere a una scena sul passato di Quina e Vivi: per vederla basta andare nella caverna vicino alla città di Toleno con la cuoca e il maghetto in squadra.

### Eiko Carol
Eiko Carol (エーコ・キャルオル?, Ēko Kyaruoru) è una bambina che vive a Madain Sari, il villaggio perduto degli invocatori, dove è rimasta l'ultima custode di un grande segreto. È sempre vissuta da sola con i suoi amici Moguri, dopo la morte del nonno. Il giocatore la incontra per la prima volta a Conde Petit, mentre cerca di rubare del cibo in una bancarella.
La particolarità di questa bambina è che, come tutti gli sciamani, ha un corno sulla fronte, utile nelle invocazioni. Purtroppo il suo villaggio è ormai deserto ed in rovina, in quanto tutti sono morti a causa di un cataclisma avvenuto tempo prima. Si unisce al gruppo per non soffrire più di solitudine, ma anche perché ha una cotta per Gidan. Durante la storia, quando Kuja cerca di impossessarsi di più spiriti dell'invocazione possibili, alcuni già sottratti a Daga, il rituale viene usato anche su Eiko da Son e Zon, ma fallisce e quasi la uccide, dato che Eiko ha solo sei anni: se il rituale viene usato su chi non ha compiuto sedici anni, il processo potrebbe risultare fatale. Sopravvive grazie all'intervento di Mog, che si trasforma in Maiden, il suo spirito guardiano.
In battaglia la sciamana è molto abile con la magia bianca e con le invocazioni, ma la sua forza fisica è veramente insignificante. Eiko è in grado di evocare gli Spiriti e di lanciare magie di recupero e supporto sull'intero gruppo di alleati o nemici. La specialità di Eiko è proprio quella di poter usare tantissime magie bianche di diverso tipo, più potenti e numericamente superiori rispetto a quelle di Garnet. Le sue invocazioni sono poche rispetto a quelle di Garnet, ma comunque utili durante la battaglia; può invocare Carbuncle, che ha un attacco diverso a seconda dell'equipaggiamento di Eiko (Splendore di rubino, Candore di diamante, Luce di smeraldo o Splendore di perla), Fenril, che ha l'attacco Ira sismica o Erosione millenaria a seconda che Eiko sia o no equipaggiata con l'accessorio Incenso, Fenice, con l'attacco Fiamme vitali, e Maiden, con l'attacco Meteosisma.

### Amarant Coral
Amarant Coral (nome italiano e inglese), nome originale Salamander Coral (サラマンダー・コーラル?, Saramandā Kōraru), era una guardia alla Casa d'Aste di Toleno. Gidan riesce a compiere un furto nella Casa, riuscendo a scamparla e scaricando le colpe su Amarant, che quindi diventa uno dei banditi più ricercati di Toleno. In seguito, si unisce alla cacciatrice Lanì e, sotto gli ordini della Regina Brahne, dà la caccia alla principessa Garnet per suo conto. Quando però vede Lanì rapire la piccola Eiko Carol con l'inganno a Madain Sari, dove ha incontrato i protagonisti, le ordina di liberare la bambina, sfidando però il gruppo a sconfiggerlo per ottenere in cambio Eiko. Gidan ci riesce da solo e Amarant gli chiede di ucciderlo, ma questi si rifiuta. Amarant si unisce quindi al gruppo per meglio comprendere il carattere del protagonista.
Nella versione in italiano è detto anche "l'uomo salamandra", in quelle in giapponese e inglese Scarlet Hair ("Capelli Scarlatti") e in inglese anche the Flaming Amarant ("Amarant il Fiammeggiante"). Come accade per gli altri personaggi, anche lo stile di combattimento di Amarant è quello di una classe predefinita della saga di Final Fantasy, nel suo caso Monaco, anche se alcune delle tecniche effettuabili col comando Enigma sono appartenenti alla classe Ninja.
Amarant è il lupo solitario del gruppo: la sua filosofia di vita stabilisce che "solo il più forte sopravvive" e, come lui stesso dice sul pianeta Tera, trova un senso alla sua vita solo nel combattimento. Del suo passato si sa poco o nulla; il suo ricordo più lontano è "il volto di un tizio che dovevo combattere". Pare che l'unico suo pensiero sia sopravvivere, difatti dopo essere stato incastrato da Gidan non si cura di vendicarsi, o di riscattare la sua reputazione.
Quando il gruppo arriva al castello di Ipsen, Amarant mostra di essersi pentito sulla sua scelta di seguire il party, affermando che lavorare da soli è il modo migliore, e per confermarlo sfida Gidan ad arrivare per primo nella stanza degli specchi nel castello. Amarant vince la sfida, ma sulla strada dell'uscita si ferisce cadendo da uno dei ponti del castello. Gidan torna indietro a salvarlo, il che fa avere ad Amarant un ulteriore ripensamento sulla sua filosofia. Alla fine cambia radicalmente il suo pensiero, affermando su Tera (se si troverà nel party prima della battaglia con Kuja) "Se segui solo la via della forza, perderai un sacco di altre cose importanti". Nel finale fa ritorno ad Alexandria in compagnia di Lani.
Dotato di eccezionali dimensioni, Amarant fa del lancio di oggetti la sua specialità. Il comando Tira, difatti, gli consente di scagliare oggetti e/o equipaggiamento sul nemico. Amarant può inoltre utilizzare tecniche speciali molto versatili chiamate Enigma. Quando entra in Trance, le tecniche Enigma mutano in Dharma, estendendo i loro effetti sia alla squadra nemica che a quella alleata. Lo status Trance incrementa inoltre la potenza d'attacco.
Inizialmente è l'unico personaggio della saga di Final Fantasy a non avere una posa di vittoria: rimane infatti nella sua posa da combattimento anche a battaglia conclusa. Ottiene poi una posa di vittoria dopo gli avvenimenti del castello di Ipsen: vinta una battaglia, si siede a gambe incrociate e si porta la mano al mento, in segno di meditazione.

## Personaggi secondari giocabili per un breve lasso di tempo
- Blank (Scenalante Primavista, Foresta del Male)
- Marcus (Scenalante Primavista, porta sud, Toleno)
- Er Cina (Scenalante Primavista)
- Shogun Beatrix (Alexandria)
- Cid Rana (Reggia del Deserto)

## Personaggi non giocabili

### Kuja
Kuja (クジャ?) è il principale antagonista del gioco, il nemico contro il quale Gidan e i suoi amici dovranno combattere per evitare la distruzione del loro pianeta.
La sua esistenza viene rilevata nell'ultimo filmato del primo CD. Nel secondo CD comincia ad attuare i suoi piani di distruzione imbrogliando la regina Brahne, di cui poi ruberà l'anima, e facendo impazzire Bahamut.
Dal terzo CD in poi le origini e i veri poteri di Kuja cominciano a prendere forma; ottiene il suo status Trance, con il quale riesce, grazie ad un solo attacco, a sfinire gli eroi e a causare sconvolgimenti incredibili nel mondo. Viene anche rivelato un rapporto di "parentela" col protagonista. Si rivelerà essere anche lui appartenente alla razza dei Jenoma.
Kuja si rivela essere un personaggio affascinante, elegante, altezzoso, narcisista, egocentrico ed eccentrico. Ha un'identità androgina e una grazia nelle movenze che ricordano lo stile visual kei giapponese.
È doppiato da Akira Ishida in giapponese e da John David Cullum in inglese.

### Brahne
Brahne (ブラネ?, Burane) è la regina di Alexandria e la madre di Garnet. Il suo sogno è di conquistare nuove terre e non esita a mettere a rischio la stessa vita della figlia, utilizzando un rituale magico per strapparle gli spiriti dell'invocazione.
Brahne improvvisamente muta il suo comportamento, diventa crudele e malvagia nei confronti di tutti ed aspira a diventare sempre più potente. Il professor Totto racconta che non molto tempo prima non era così. Era una regina benevole e giusta, molto amata dal suo popolo. Era felicemente sposata con suo marito e amava molto la sua precedente figlia. Con la morte della figlia, Brahne cadde in un profondo lutto, dove poco dopo trovò la Giovane Garnet orfana che somigliava tantissimo alla sua precedente figlia. Brahne e suo marito decisero così di adottarla. La famiglia sembrò avere ritrovato la felicità, ma poco dopo, morì il marito di Brahne e lei ne rimase distrutta. Garnet rammentà che in quel periodo comparì Kuja e da allora il comportamento della regina cambiò, diventando spietata, crudele e assetata di potere.
Per conquistare i vari territori, la regina utilizza vari tipi di armi: i maghi neri creati da Son e Zon, una flotta navale tra le più potenti, gli spiriti dell'invocazione sottratti a Garnet, l'esercito reale (formato da donne, a esclusione dei Pluto) e una flotta area sottratta a Lindblum.
La sua brama di conquista è forte a tal punto da allearsi addirittura con il perfido Kuja, che nutre gli stessi piani di conquista della donna, che alla fine gli si rivolterà contro, scagliandole contro le sue stesse armi. Kuja verso la fine del secondo CD strega Bahamut e lo mette contro la stessa regina che l'ha evocato, nei pressi dell'Albero di Iifa. Il gruppo di Gidan, insieme a Garnet, riescono a ritrovare Brahne arenata in una spiaggia, sopravvissuta ma ormai in fin di vita. In punto di morte la regina capisce i suoi errori e chiede perdono alla figlia Garnet.

### Altri
- Kalò, Carmen e i fratelli Piddu, Poddu e Puddu: amici di Gidan e membri dei Tantarus. Kalò è il capo, organizza il rapimento di Garnet per conto del granduca Cid. Il suo scopo era portare la principessa dal duca, amico del padre, che l'avrebbe aiutata a fermare la madre impazzita dopo la morte del marito.
- Puck: principe di Burmesia.
- Stilzkin: un Moguri con una tuta mimetica che gira per il mondo vendendo una serie d'oggetti a prezzi modesti. S'incontra per la prima volta ad Alexandria quando va a trovare il moguri che cade addosso a Vivi nella torre del campanile. Gli oggetti che vende non sono rarissimi tranne l'elisir non comprabile nei negozi. Chiede sempre a Gidan soldi per poter continuare a viaggiare.
- Zon & Son: sgherri della regina Brahne che fanno per lei tutto il lavoro sporco.
- Beatrix: shōgun di Alexandria, conosciuta come la guerriera più potente del mondo. Devota alla regina, all'inizio si scontra con Gidan e tutto il gruppo ma poi comprende come stanno realmente le cose e si unisce a loro. Farà da supporto a Steiner nel terzo disco nella battaglia contro i dinosauri della nebbia.
- Granduca Cid Fabool: regnante di Lindblum, città degli idrovolanti. Trasformato in uno strano essere da sua moglie, Hilda, per sospettato adulterio nei suoi confronti. Esperto di tecnologia, conosce i segreti per la creazione di nuove airship. È lui il mandante del rapimento della principessa Garnet, per proteggerla dalla madre. Inizialmente chiede ai Tantarus di liberare Garnet per aiutarla a fermare sua madre ma dopo l'attacco di Alexandria e la distruzione del castello attraverso gli Eidolon Cid preferisce lasciar fare alla principessa che tenta ancora di far rinsavire la madre.
- Sir Flatrey: l'amore perduto di Freija Crescent. Durante una missione perde la memoria e ricorda di essere solo un draghiere. Un giorno incontra Puck, principe di Burmesia, che gli rivela chi è veramente, ma Puck per proteggere l'animo di Freija non le dice di aver ritrovato Flatrey. Alla fine della storia gli ritorna la memoria, tornando insieme all'amata Freija.
- Garland: un potente personaggio dagli oscuri fini; è tra gli artefici principali dell'intera trama. Mago guerriero oscuro, è il creatore di Kuja e Gidan, Dei della morte mandati su Gaya per distruggere l'umanità. Garland è in realtà l'amministratore stellare di Tera. Garland fu creato millenni prima dell'inizio della storia, dagli abitanti di Tera prima della loro estinzione con il compito di riportare in vita Tera e far reincarnare le loro anime tramite i jenoma: la razza artificiale creata da quest'ultimo. È il principale responsabile di alcune catastrofi avvenute su Gaia, come la distruzione del villaggio degli sciamani dove sono nate Daga ed Eiko. Benché Garland non ritenesse gli abitanti di Gaia una minaccia per i suoi piani, poiché essi erano più indietro, a livello tecnologico e culturale, rispetto alla scienza di Tera, temeva fortemente il potere delle invocazioni. Per evitare che in futuro esse potessero essere usate contro di lui, Garland tentò di spazzare via gli sciamani, i soli che potevano tramandare gli spiriti dell'invocazione. Compare solo a metà del terzo disco e alla fine di questo muore per mani di Kuja che così si condanna alla morte in quanto entrambi sono legati.
- Trivia: il nemico dei nemici, apparirà dal nulla dopo che avremo sconfitto Kuja, e diverrà il boss finale del gioco. È la reincarnazione del male che Garland introduce in Kuja e Gidan. Alla distruzione di questo, Kuja si redime e la pace torna sulla Terra. Trivia possiede i poteri santi e i poteri non elementali la sua tecnica più temibile è l'attacco Crocifissione, che oltre a infliggere molti danni comporta vari status alterati.
- Ozma: è un boss nascosto, il più forte di tutto il gioco; si trova nel Chocoaeroparco; è una creatura dalla forma sferica proveniente da un'altra dimensione che è stata sigillata centinaia di anni fa dagli sciamani. Sembra essere stato tempo fa, uno spirito invocativo ma che col passare del tempo esso sia stato completamente dimenticato, e abbia così perso l'aspetto che aveva.
- Hades: un boss segreto che troveremo nel Luogo dei Ricordi, una volta sconfitto ci salderà oggetti interessanti, tra cui il Sidereo [servono 2 side/reo] e ci permetterà di apprendere l'ultimo Spirito Invocativo di Daga, Arka. Sembra conoscere Ozma: la misteriosa entità sigillata nel Chocoaeroparco. Se viene sconfitto prima Ozma di Hades, nello scontro contro quest'ultimo commenterà stupito di come sia esistito qualcuno in grado di battere Ozma.
- Dantarian: boss segreto che si trova nella biblioteca del castello di Alexandria, affrontabile solo nel secondo disco (con tempo limite) e nel terzo (senza tempo limite).
- Cicciochocobo: una specie di dio dei Chobobo, si trova nel Chocoparadiso nell'isola in alto a sinistra della mappa, raggiungibile solo volando con Choco.
- Dottor Totto
- Mogu:una Kupo femmina e grande amica di Eiko, che è stata vicina alla bambina fin dalla nascita. Mogu e Eiko formano una squadra affiatata, riuscendo sempre a tirarsi fuori dai guai. Verso la fine si scopre che Mogu è in realtà uno spirito invocativo: Madain, che assunse volutamente l'aspetto di un Moguri per stare vicino a Eiko in quanto si era affezionato a lei.
- Lamù:spirito invocativo, chiamato anche Signore dei Lampi. A differenza degli altri spiriti invocativi, egli ha trovato dimora in un bosco nei pressi del regno di Lindblum. Si mostra come un vecchietto calvo munito di un lungo bastone che appare e scompare come un fantasma. Ama parlare di se in rap e in rima, ed è dotato di molto umorismo. Nonostante le apparenze, questo aspetto si rivela un travestimento, in quanto gli spiriti invocativi sono anche esseri mutaforma. Lamù si rivela una guida fondamentale nella storia per capire meglio la natura degli spiriti invocativi in Final Fantasy XI. Lamù spiega a Garnet che gli spiriti invocativi non sono ne buoni ne cattivi, ma semplicemente essi obbediscono agli ordini dell'invocatore: lo spirito invocato, esegue come un soldato, ciò che gli vien comandato. Un sovrano che pensa negativo, ha fatto di noi un uso cattivo. Lamù ammette di provare tristezza per quello che è successo a Cleyra avendo percepito la devastazione avvenuta per mano di Odino evocato dalla regina Brahne. Lamù mette infine alla prova Garnet per vedere se è degna del suo potere, ma ciò però si rivela uno stratagemma per permettere alla principessa di poter ritornare ad usare i suoi poteri di sciamana.

Nel gioco, anche se non è giocabile, apparirà anche Alexander: è l'Eidolon supremo e può essere invocato da due invocatori. Lo si vedrà sventare l'attacco di Kuja, che ha evocato Bahamut contro il Regno di Alexandria, per poi venire distrutto dall'aeronave Invincible.